# James McCracken
James McCracken (Gary, 16 dicembre 1926 – New York, 29 aprile 1988) è stato un tenore statunitense.

## Biografia
Nato a Gary (Indiana) Mcracken ebbe le sue prime esperienze musicali cantando nel coro della chiesa. 
Mentre era nella United States Navy durante la Seconda guerra mondiale ha cantato nel Blue Jacket Choir. 
Ha studiato musica presso la Columbia University e con Elsa Seyfert a Costanza (Germania) e con Joyce McLean a New York City.
Nel 1952 debutta come Rodolfo ne La bohème a Central City (Colorado).
Nel novembre 1953 debutta al Metropolitan Opera House di New York come Parpignol ne La bohème diretto da Alberto Erede con Hilde Güden, Robert Merrill ed Alessio De Paolis seguito dal Messaggero ne Il trovatore diretto da Fausto Cleva con Kurt Baum, Zinka Milanov, Merrill e Nicola Moscona, nel 1954 Normanno in Lucia di Lammermoor diretto da Cleva con Lily Pons, Jan Peerce ed Ettore Bastianini, Missail in Boris Godunov (opera) con Cesare Siepi, il Messaggero in Aida diretto da Cleva con Herva Nelli, Gino Penno, Fedora Barbieri, Merrill e Moscona, First Knight in Parsifal (opera) con Astrid Varnay e George London, Eisslinger in Die Meistersinger von Nürnberg con Lisa Della Casa, John Brownlee, Charles Anthony Caruso e De Paolis, una Guardia in Manon (Massenet) diretto da Pierre Monteux con Victoria de los Ángeles, Cesare Valletti, Fernando Corena, De Paolis e Rosalind Elias e Herald in Don Carlo con Richard Tucker, Eleanor Steber, Merrill, Siepi ed Anthony e nel 1955 Judge in Un ballo in maschera diretto da Dimitri Mitropoulos con la Milanov, Tucker, Leonard Warren, Marian Anderson, Roberta Peters e Moscona, Jew in Salomè (opera) diretto da Mitropoulos con Ramón Vinay e De Paolis, Roderigo in Otello (Verdi) con Mario Del Monaco, Renata Tebaldi e Warren, Melot in Tristan und Isolde diretto da Rudolf Kempe con la Varnay e Jerome Hines, un Singer ne La Gioconda diretto da Cleva con la Milanov, Baum, Nell Rankin, Warren, Giorgio Tozzi e De Paolis, Nathanael in Les contes d'Hoffmann diretto da Monteux con Tucker, la Peters, Risë Stevens, Lucine Amara e De Paolis, un Nobile in Lohengrin (opera) con la Steber, Margaret Harshaw, Hermann Uhde ed Anthony ed il Messaggero in Samson et Dalila diretto da Monteux con Vinay, la Stevens e Moscona.
Nel novembre 1959 debutta al Wiener Staatsoper come Der Tenor/Bacchus in Ariadne auf Naxos con Teresa Stich-Randall ed Erich Kunz seguito nel 1960 da Don Alvaro ne La forza del destino con Aldo Protti, Canio in Pagliacci (opera) con Wilma Lipp e Protti ed il protagonista in Otello diretto da Nello Santi con Protti e Sena Jurinac, nel 1962 Florestan in Fidelio con la Jurinac e la Lipp e nel 1963 Radames in Aida diretto da Francesco Molinari-Pradelli con Leonie Rysanek, Giulietta Simionato e London.
Ancora nel 1963 debutta al Festival di Salisburgo come Manrico ne Il trovatore diretto da Herbert von Karajan con Bastianini, Leontyne Price, la Simionato e Nicola Zaccaria.

## Repertorio
- Ludwig van Beethoven
  - Fidelio (Florestan)
- Georges Bizet
  - Carmen (Don José)
- Benjamin Britten
  - Peter Grimes (Peter Grimes)
- Luigi Cherubini
  - Medea (Giasone)
- Francesco Cilea
  - Adriana Lecouvreur (Maurizio)
- Manuel de Falla
  - La vida breve (Paco)
- Gaetano Donizetti
  - L'elisir d'amore (Nemorino)
  - Lucia di Lammermoor (Edgardo)
  - Poliuto (Poliuto)
- Umberto Giordano
  - Andrea Chenier (Andrea Chenier)
- Charles Gounod
  - Faust (Faust)
  - Romeo e Giulietta (Romeo)
- Fromental Halévy
  - La Juive (Eléazar)
- Ruggero Leoncavallo
  - Pagliacci (Canio)
- George Alexander Macfarren
  - Robin Hood (Robin Hood)
  - She Stoops to Conquer (George Hastings)
  - Helvellyn (Martin)
- Pietro Mascagni
  - Cavalleria rusticana (Turiddu)
- Jules Massenet
  - Manon (Des Grieux)
  - Werther (Werther)
- Wolfgang Amadeus Mozart
  - Don Giovanni (Don Ottavio)
  - Così fan tutte (Ferrando)
  - Requiem in re minore K.626 (Tenore)
- Jacques Offenbach
  - I racconti di Hoffmann (Hoffmann)
- Giacomo Puccini
  - La bohème (Rodolfo)
  - Gianni Schicchi (Rinuccio)
  - Madama Butterfly (Pinkerton)
  - Il Tabarro	(Luigi)
  - Tosca (Cavaradossi)
  - Turandot (Calaf)
- Nino Rota
  - Napoli milionaria (Errico “Settebellizze”)
- Gaspare Spontini
  - La Vestale (Licinio)
- Johann Strauss (figlio)
  - Die Fledermaus (Alfred)
- Richard Strauss
  - Der Rosenkavalier (Sänger)
  - Salomè (Narraboth)
- Pëtr Il'ič Čajkovskij
  - Eugenio Onegin (Lenski)
- Giuseppe Verdi
  - Aida (Radames)
  - Aroldo (Aroldo)
  - Attila (Foresto)
  - Un ballo in maschera (Riccardo)
  - Don Carlo (Don Carlo)
  - Ernani (Ernani)
  - Luisa Miller (Rodolfo)
  - Macbeth (Macduff)
  - Messa da requiem (Tenore)
  - Nabucco (Ismaele)
  - Rigoletto (Duca)
  - La traviata (Alfredo)
  - Il trovatore (Manrico)

## Incisioni
| Anno | Titolo Ruolo      | Cast                                          | Direttore         | Casa                |
| ---- | ----------------- | --------------------------------------------- | ----------------- | ------------------- |
| 1964 | Fidelio Florestan | Birgit Nilsson, Tom Krause, Graziella Sciutti | Lorin Maazel      | Decca               |
| 1967 | Pagliacci Canio   | Pilar Lorengar, Robert Merrill, Ugo Benelli   | Lamberto Gardelli | Decca               |
| 1968 | Otello            | Gwyneth Jones, Dietrich Fischer-Dieskau       | John Barbirolli   | EMI                 |
| 1972 | Carmen Don José   | Marilyn Horne, Tom Krause, Adriana Maliponte  | Leonard Bernstein | Deutsche Grammophon |
| 1976 | Le prophète Jean  | Marilyn Horne, Renata Scotto                  | Henry Lewis       | CBS                 |